# 球泉洞森林館
球泉洞森林館（きゅうせんどうしんりんかん）は、熊本県球磨郡球磨村に所在する博物館である。トーマス・エジソンに関する展示を行っているが、豪雨災害のため2012年より休館している。

## 建築
熊本県球磨村の山間部に鍾乳洞が発見されたのは1973年で、1975年より球泉洞として一般公開が始められた。
森林館は球泉洞から国道219号を挟んだ球磨川に下りる斜面に位置し、1981年11月より設計に着手。1982年10月1日に着工、1984年6月1日に竣工した。敷地面積5,085.81m2、建築面積762.99m2、延床面積1,640.09m2。
7つのドームが連なった構造で、主要部分は鉄骨鉄筋コンクリート構造であるが、ドーム部はトラスウォール工法で建設された。設計者の木島安史は、スイス1920年に開館した第1ゲーテアヌム（火災で焼失し、現存しない）に影響を受けたと語る。
本建築は1985年に日本建築学会賞を受賞した。

## 展示内容
球磨村森林組合の運営であり、1984年の開館当初は森林に関する展示が主であったが、開館10周年を機に、発明家のトーマス・エジソンに関する展示を取り入れ「エジソンミュージアム」の愛称を持った。収蔵点数は約2000点に及ぶ。2012年の豪雨災害で浸水の被害を受け、休館している。